# Бери и беги
«Бери и беги» — песня российской певицы Zivert, выпущенная 13 октября 2023 года в качестве ведущего сингла с её альбома «В мире весёлых». Известно, что демоверсия песни, как и весь альбом, была записана на Бали, а первый куплет артистка почти целиком сочинила на ходу во время записи. Исполнительница подчеркнула, что основной идеей композиции является принятие себя, и назвала её «песней-напутствием, посланием всем, кто боится сделать шаг в верном направлении или ещё не осознал ценность каждого момента».

## Музыкальное видео
Видео было выпущено в тот же день, что и песня. Ролик был снят Алексеем Куприяновым в Москве, в кинопарке «Москино»; исполнительница появляется в ярких и необычных образах, которые, как она сама призналась, отражают ее «многоликость»: «Я — женщина-хамелеон: сегодня я могу быть очень нежной, ранимой и мечтательной, а завтра — смелой, напористой и даже, может быть, чуточку вульгарной, — рассказала певица. — В клипе я появляюсь в семи новых для зрителя образах, постепенно раскрывая свои неожиданные и неизвестные ранее амплуа».

## Номинации
На XIII премии телеканала RU.TV «Бери и беги» была отмечена номинациями «Лучшая песня» и «Лучший видеоклип».

## Чарты

### Еженедельные чарты
| Чарт (2023—2024)          | Высшая позиция |
| ------------------------- | -------------- |
| Беларусь (TopHit)         | 48             |
| Казахстан (TopHit)        | 4              |
| Латвия (TopHit)           | 25             |
| Литва (TopHit)            | 8              |
| Россия (TopHit All Media) | 5              |
| Россия (TopHit Radio)     | 4              |
| Эстония (TopHit)          | 13             |

### Ежемесячные чарты
| Чарт (2023—2024)          | Высшая позиция |
| ------------------------- | -------------- |
| Беларусь (TopHit)         | 50             |
| Казахстан (TopHit)        | 9              |
| Латвия (TopHit)           | 30             |
| Литва (TopHit)            | 20             |
| Россия (TopHit All Media) | 8              |
| Россия (TopHit Radio)     | 6              |
| Эстония (TopHit)          | 29             |

### Годовые чарты
| Чарт (2023)               | Позиция |
| ------------------------- | ------- |
| Россия (TopHit All Media) | 127     |
| Россия (TopHit Radio)     | 108     |
| Эстония (TopHit)          | 172     |

| Чарт (2024)               | Позиция |
| ------------------------- | ------- |
| Беларусь (TopHit)         | 103     |
| Казахстан (TopHit)        | 6       |
| Латвия (TopHit)           | 139     |
| Россия (TopHit All Media) | 21      |
| Россия (TopHit Radio)     | 13      |

## История релиза
| Регион | Дата            | Формат                      | Лейбл | Ист.   |
| ------ | --------------- | --------------------------- | ----- | ------ |
| Мир    | 13 октября 2023 | Цифровая загрузка, стриминг | Семья | [ 2 ]  |
| СНГ    | 16 октября 2023 | Радиоротация                | Семья | [ 28 ] |